# Koti
Koti là một tổng thuộc  tỉnh Tuy ở phía nam Burkina Faso: thủ phủ là thị xã Koti. Dân số năm 2006 là 24.563 người.

## Các thị xã và làng xã
Bonzan-Pougouli, Dibien, Djindjerma, Fafo, Gbatari, Haba, Indini, Kayao, Poa và Zangoni.